# Andreas Leuthe
Andreas Leuthe (Luxemburgo, 22 de mayo de 1964) es un piloto de motociclismo luxembugués. Corrió en el Campeonato del Mundo de Motociclismo desde 1984 hasta 1994. Su mejor temporada fue en 1990 cuando acabó en la posición 25 en la clasificación general en la categoría de 500cc. 

## Estadísticas de carrera

### Campeonato del Mundo de Motociclismo

#### Carreras por año
Sistema de puntos desde 1969 a 1987:
| Posición | 1º | 2º | 3º | 4º | 5º | 6º | 7º | 8º | 9º | 10º |
| Puntos   | 15 | 12 | 10 | 8  | 6  | 5  | 4  | 3  | 2  | 1   |

Sistema de puntos desde 1988 a 1992:
| Posición | 1º | 2º | 3º | 4º | 5º | 6º | 7º | 8º | 9º | 10º | 11º | 12º | 13º | 14º | 15º |
| Puntos   | 20 | 17 | 15 | 13 | 11 | 10 | 9  | 8  | 7  | 6   | 5   | 4   | 3   | 2   | 1   |

Sistema de puntos desde 1993:
| Posición | 1º | 2º | 3º | 4º | 5º | 6º | 7º | 8º | 9º | 10º | 11º | 12º | 13º | 14º | 15º |
| Puntos   | 25 | 20 | 16 | 13 | 11 | 10 | 9  | 8  | 7  | 6   | 5   | 4   | 3   | 2   | 1   |

(Carreras en negrita indica Pole position, carreras en cursiva indica Vuelta rápida)
| Año  | Categ. | Moto                | 1       | 2       | 3       | 4       | 5       | 6       | 7       | 8       | 9       | 10      | 11      | 12      | 13      | 14      | 15      | 16 | Ptos. | Pos. |
| ---- | ------ | ------------------- | ------- | ------- | ------- | ------- | ------- | ------- | ------- | ------- | ------- | ------- | ------- | ------- | ------- | ------- | ------- | -- | ----- | ---- |
| 1984 | 500cc  | Yamaha              | RSA -   | NAC -   | ESP -   | AUT -   | ALE -   | FRA -   | YUG -   | NED -   | BEL -   | GBR -   | SUE -   | SMR DNQ |         |         |         |    | 0     | -    |
| 1985 | 500cc  | Suzuki              | RSA -   | ESP DNQ | ALE DNQ | NAT 23  | AUT -   | YUG 24  | NED -   | BEL -   | FRA 18  | GBR -   | SUE 21  | RSM 20  |         |         |         |    | 0     | -    |
| 1986 | 500cc  | Honda               | ESP 20  | NAC Ret | ALE 24  | AUT DNS | YUG 20  | NED DNQ | BEL Ret | FRA -   | GBR -   | SUE -   | RSM 16  |         |         |         |         |    | 0     | -    |
| 1987 | 500cc  | Honda               | JAP -   | ESP -   | ALE DNQ | NAC Ret | AUT Ret | YUG 19  | NED DNQ | FRA Ret | GBR DNQ | SUE -   | CHE -   | RSM DNQ | POR -   | BRA -   | ARG -   |    | 0     | -    |
| 1988 | 500cc  | Suzuki              | JAP -   | USA Ret | ESP Ret | EXP Ret | NAC DNQ | ALE Ret | AUT 16  | NED Ret | BEL 27  | YUG 21  | FRA DNQ | GBR Ret | SUE DNQ | CHE DNS | BRA -   |    | 0     | -    |
| 1989 | 500cc  | Librenti Corse      | JAP -   | AUS -   | USA -   | ESP Ret | NAC 9   | ALE DNQ | AUT -   | YUG Ret | NED Ret | BEL -   | FRA Ret | GBR 20  | SUE Ret | CHE 23  | BRA Ret |    | 7     | 31.º |
| 1990 | 500cc  | Librenti Corse      | JAP -   | USA -   | ESP 14  | NAC Ret | ALE 12  | AUT -   | YUG -   | NED -   | BEL -   | FRA -   | GBR 14  | SUE Ret | CHE Ret | HUN Ret | AUS -   |    | 8     | 25º  |
| 1991 | 500cc  | VRP                 | JAP -   | AUS -   | USA -   | ESP DNQ | ITA DNQ | ALE -   | AUT DNQ | EUR Ret | NED DNQ | FRA DNQ | GBR 15  | RSM 18  | CHE Ret | LMA 14  | MAL -   |    | 3     | 29º  |
| 1992 | 500cc  | VRP / Harris-Yamaha | JAP DNQ | AUS -   | MAL -   | ESP Ret | ITA -   | EUR DNQ | ALE DNQ | NED Ret | HUN 19  | FRA -   | GBR Ret | BRA 21  | RSA 23  |         |         |    | 0     | -    |
| 1994 | 500cc  | Yamaha              | AUS 23  | MAL 21  | JAP -   | ESP 18  | AUT Ret | ALE 17  | NED Ret | ITA Ret | FRA 17  | GBR 20  | CZE Ret | USA DNQ | ARG Ret | EUR Ret |         |    | 0     | -    |